# François de Falguerolles
François Ernest de Falguerolles (1786 - 1847) est un homme politique français de la première moitié du XIXe siècle.

## Biographie
Né le 2 juillet 1786 à Castres (Tarn), François de Falguerolles est membre de la famille de Falguerolles. Il est le fils de Louis de Falguerolles (1746-1814) et d'Antoinette Léonard de La Tour.
Sous le Premier Empire, il entame une carrière politique, et dès 1812, on le trouve maire de Burlats. Lors de la première Restauration, il s'engage dans l'armée, et devient sergent dans le 1er bataillon des volontaires royaux du département du Tarn. Lors des Cent-Jours, il est destitué de son mandat de maire, car trop fidèle aux Bourbons.
Avec la seconde Restauration, il retrouve les faveurs du gouvernement et est chargé de la réorganisation de la Garde Nationale. Il est de nouveau maire de Burlats à partir de 1817 et le restera jusqu'à sa mort.
Après la révolution de juillet, il se rallie à Louis-Philippe, et se présente aux élections législatives de 1830. Il est alors élu député du Tarn le 28 octobre, par 484 voix sur 608 votants. Totalement monarchiste, il fait partie de la majorité gouvernementale. Il est réélu le 5 juillet 1831 par 130 voix sur 252. Dans le même temps, il devient conseiller municipal de Roquecourbe et le sera jusqu'à sa mort. De nouveau, il est de nouveau député le 21 juin 1834, par 170 voix sur 321, et siège alors avec le Tiers parti. Il retente sa chance en 1837, mais perd les élections face à Jean Bernardou.
Il meurt finalement le 7 septembre 1847 à Burlats (Tarn), sans mariage ni descendance.

## Sources